# شهرستان چیساکو (مینه‌سوتا)
شهرستان چیساکو، مینه‌سوتا (به انگلیسی: Chisago County, Minnesota) شهرستانی در ایالات متحده آمریکا است که در مینه‌سوتا واقع شده‌است.